# Β-ヒドロキシブチリルCoA
β-ヒドロキシブチリルCoA (beta-Hydroxybutyryl-CoA、または3-Hydroxybutyryl-CoA) は、酪酸発酵の中間体である。また、リシン及びトリプトファンの代謝中間体である。